# Aux alentours d'après minuit
Albums de Mama Béa
Pas peur de vous...
(1980) Où vont les stars ?
(1982)
Aux alentours d'après minuit est le septième album de Mama Béa, paru en 1981.

## Historique
Cet album, a été enregistré au « Puisard » et mixé à « la Grange des Meuniers » de Montguers.
C'est un des albums les plus rock de Mama Béa avec des titres forts tels Lobotomie et Après minuit, et la guitare très présente de Marco Papazian.
Mama Béa a écrit les textes de toutes les chansons. Elle a composé la musique seule pour 5 titres et avec Robert Baccherini pour 3 titres, ce dernier signant la musique de 2 titres.

## Liste des chansons
| 1. | Après minuit       | Béatrice Tekielski | Béatrice Tekielski                     | 3:40 |
| 2. | Josiane            | Béatrice Tekielski | Béatrice Tekielski                     | 4:55 |
| 3. | Compte à rebours   | Béatrice Tekielski | Béatrice Tekielski                     | 2:58 |
| 4. | Le Mec de Nazareth | Béatrice Tekielski | Béatrice Tekielski & Robert Baccherini | 3:10 |
| 5. | Crazy Mama         | Béatrice Tekielski | Béatrice Tekielski & Robert Baccherini | 2:30 |

| 1. | Lobotomie                | Béatrice Tekielski | Béatrice Tekielski & Robert Baccherini | 5:10 |
| 2. | Raconte moi mon histoire | Béatrice Tekielski | Robert Baccherini                      | 2:48 |
| 3. | Flash Back               | Béatrice Tekielski | Robert Baccherini                      | 2:35 |
| 4. | Lettre à un fan          | Béatrice Tekielski | Béatrice Tekielski                     | 3:10 |
| 5. | Quand le chante          | Béatrice Tekielski | Béatrice Tekielski                     | 3:35 |

## Personnel

### Musiciens
- Béatrice Tekielski : chant, guitare
- Marco Papazian : guitare électrique
- Michel Djeranian : guitare basse
- Alain Notari : batterie

### Arrangements
- Robert Baccherini
- sauf : Après minuit, Quand je chante, Josiane par Marco Papazian, Michel Djeranian et Alain Notari

### Autres
- Yan More : ingénieur du son
- Hervé Le Joncourt et Bunny La Bugne : assistants
- José Ferre : photo pochette
- Evelyn Persin : maquette